# Evelyn Berezin
Evelyn Berezin (New York, 12 april 1925 – aldaar, 8 december 2018) was een Amerikaanse natuurkundige, informaticus en onderneemster.

## Levensloop
De uit een Russisch-joodse familie afkomstige Berezin studeerde natuurkunde aan de New York University waar ze in 1945 haar bachelor diploma behaalde. In 1946 kreeg ze een beurs van de Atomic Energy Commission. In 1951 trad ze in dienst van de computer start-up Elecom in Brooklyn als logisch ontwerpster. Ze zette haar carrière voort als ontwerpster van computersystemen voor verschillende andere firma's. Zo ontwierp ze onder meer voor de firma Teleregister uit Connecticut een reserveringssysteem dat jaren door de luchtvaartmaatschappij United Airlines gebruikt is. Het systeem, een concurrent van SABRE, een ander vroeg reserveringssysteem, is tot in de jaren '70 gebruikt. Het draaide op een computer met drie CPU's en wist binnen een seconde reserveringen voor zestig steden vast te leggen.
In 1969 richtte Berezin de firma Redactron Corporation op, die de allereerste commerciële tekstverwerker uitbracht. Het bedrijf groeide uit van de aanvankelijke 9 medewerkers naar 500 personeelsleden voordat het in 1976 verkocht werd aan de Burroughs Corporation. 
Vanaf 1988 was ze als lid van de raad van bestuur van de durfkapitaalfirma Greenhouse Management actief. Ze zat in meerdere raden van toezicht.